# Tercera Federación
La Tercera Federación (nota nella stagione 2021-2022 come Tercera División RFEF) è la quinta categoria del campionato spagnolo di calcio, la più bassa gestita dalla federazione e la più alta di natura totalmente dilettantistica.
La competizione non decreta un vincitore assoluto ma diversi campioni interregionali, che vengono promossi in Segunda Federación.

## Formula
La Tercera Federación comprende 18 gruppi regionali corrispondenti alle comunità autonome della Spagna (a causa delle sue dimensioni l'Andalusia è divisa in due gruppi: Est e Ovest, Ceuta è assegnata all'Andalusia ovest, mentre Melilla è assegnato all'est), dove ogni gruppo è amministrato da una federazione calcistica regionale. 
Alla fine della stagione le prime quattro squadre di ogni girone si qualificano per gli spareggi di promozione per decidere quali squadre vengono promosse in Segunda Federación. I diciotto campioni del girone si qualificano anche per la Copa del Rey della stagione successiva, eccezion fatta per le squadre riserve che non possono partecipare alla competizione. Insieme alle squadre della Segunda Federación, le restanti squadre della divisione competono nella Copa Federación. Il numero di squadre retrocesse alla fine di ogni stagione è variabile, con ogni girone che sancisce almeno tre retrocessioni nelle Divisiones Regionales de Fútbol.

## Storia
Il 6 maggio 2020 la federazione calcistica della Spagna ha annunciato la creazione della Primera División RFEF, nuovo campionato di terzo livello comprendente 40 squadre divise in due gironi. Conseguentemente la Tercera División, precedentemente campionato di quarto livello del calcio spagnolo, è stata riformata nella Tercera División RFEF, che ha visto la sua stagione inaugurale nel 2021-2022.
Nel luglio 2022, dopo un solo anno di attività, la competizione è stata rinominata in Tercera Federación.

## Suddivisione dei Gruppi

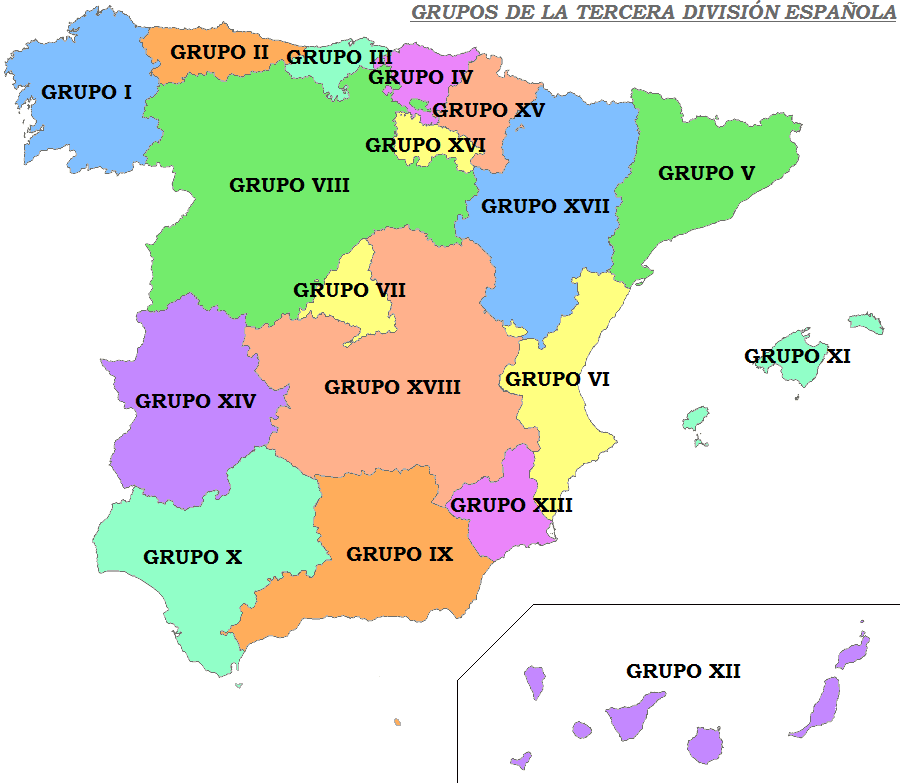
Mappa dei 18 gruppi di Tercera Federación.

| Gruppo | Regione             | Squadre |
| ------ | ------------------- | ------- |
| 1      | Galizia             | 18      |
| 2      | Asturie             | 18      |
| 3      | Cantabria           | 18      |
| 4      | Paesi Baschi        | 18      |
| 5      | Catalogna           | 18      |
| 6      | Comunità Valenciana | 18      |
| 7      | Madrid              | 18      |
| 8      | Castiglia e León    | 18      |
| 9      | Andalusia e Melilla | 18      |
| 10     | Andalusia e Ceuta   | 18      |
| 11     | Baleari             | 18      |
| 12     | Canarie             | 18      |
| 13     | Murcia              | 18      |
| 14     | Estremadura         | 18      |
| 15     | Navarra             | 18      |
| 16     | La Rioja            | 18      |
| 17     | Aragona             | 18      |
| 18     | Castiglia-La Mancia | 18      |